# ساحل شیخوف

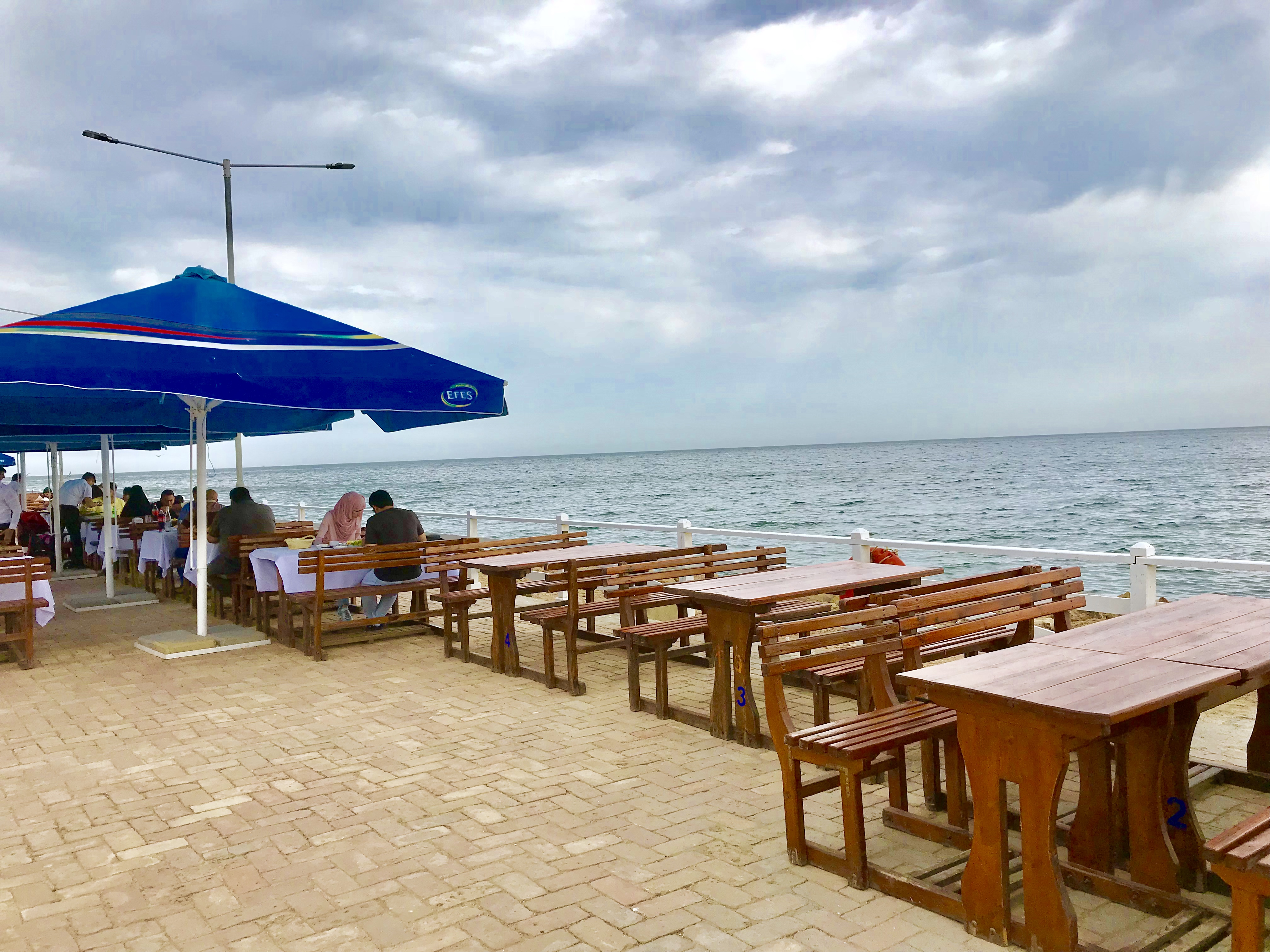
یکی از رستوران‌های کنار ساحل

ساحل شیخوف (ترکی آذربایجانی: Şıxov çimərliyi) یک منطقه تفریحی با ساحل در بی‌بی‌هیبت (شیخوف پیشین)، در جنوب غربی مرکز باکو، پایتخت جمهوری آذربایجان است.
این ساحل در کرانه دریای کاسپین واقع شده است و از نظر سیاسی بخشی از شهر باکو است و به عنوان یک حومه شهر شناخته می‌شود. این ساحل از قدیم یک محل تفریحی و سیاحتی برای ساکنان باکو بوده است، هرچند آب توسط فاضلاب و پسماندهای صنعتی و سکوهای بزرگ نفتی چه در منطقه خشکی و چه در ساحل آلوده شده و چشم‌اندازهای بدی به خود گرفته است.